# 두껍전
두껍전은 작자 미상의 한국 고전소설로, 조선 후기에 널리 읽혔다.

## 개요
≪두껍전≫은 조선 후기 작품으로 추정되는 작자, 연대 미상의 동물 우화소설이다. 두꺼비를 의인화하여 주인공으로 삼은 고소설을 통틀어서 ‘두껍전류 고소설’이라고 하는데, 이 책은 그중에서도 ‘쟁좌형(爭座形) 두껍전’에 속한다. 노루가 주최하는 잔치에 모인 동물들이 서로 상좌(上座)를 다투며 서로 어른이라는 것을 증명하기 위해 슬기와 연륜을 뽐낸다. 특히 지치지 않고 도전하는 여우를 제압하는 두꺼비의 싸움의 기술이 돋보인다.
전체 소설에서 사건은 오직 노루네 잔치에서의 만남이다. 등장인물들이 서로 상좌를 다투다가 시간이 늦자 각자 헤어진다는 내용이다. 하지만 상좌를 다투는 과정에서 그들이 나누는 대화의 양과 범위는 실로 방대하다. 세상의 온갖 분야의 이야기를 다루면서 박학다식함을 과시하여 백과사전적(百科事典的) 말의 향연(饗宴)이라 할 수 있다. 두꺼비 못지않게 여우도 자신의 지혜를 뽐내지만, 번번이 두꺼비의 말에 제압당하고 만다. 이는 두꺼비가 여우보다 심층적이고 깊이 있는 이해와 오랜 경험에서 나오는 경륜을 토대로 반론하기 때문이다. 말로 두꺼비를 제압할 수 없자 여우는 인신공격까지 하는데, 두꺼비는 이도 가볍게 응수한다. 토론이나 논술 실력을 쌓는 데 도움이 되는 작품이라 할 수 있다.
≪두껍전≫의 주제는 여러 가지로 생각해 볼 수 있는데, 우선 ‘장유유서’를 꼽을 수 있다. 모임에서 상하를 구분하여 상좌에 어른을 앉히는 것이다. 그런데 여기서 어른은 단순히 물리적 나이가 많은 이가 아니다. 세상의 이치를 더 많이 깨달은 사람이다. 때문에 어른 대접을 받으려면 공부를 해야 한다는 ‘권학사상’도 담고 있다. 겉보기에는 힘도 없고 어리석어 보이지만 슬기와 지혜를 갖춘 두꺼비를 통해 겉모습보다는 속에 든 것이 중요하다는 가치관도 확인할 수 있다. 무엇보다 두꺼비는 말로 겨룬다. 폭력보다는 대화로 일을 해결해야 한다는 생각도 볼 수 있다. 결국 신분이나 힘 등이 아닌 오로지 말로 지식의 경륜과 지혜를 겨루는데, 이는 당시 사회에서 통용되던 가치에 큰 의미를 두지 않고 새로운 가치관을 모색한다는 점에서 더욱 의의가 크다.

## 서지정보
- 김창진 역, 지만지, ISBN 9788962283686